# Alessandro Petacchi
Alessandro Petacchi [uitspraak: ɑlɛ'sɑndrɔ peː'tɑki] (La Spezia, 3 januari 1974) is een voormalig Italiaans wielrenner. Hij was een specialist op het gebied van de massasprint. Petacchi gold daarin jarenlang als een van de besten ter wereld. 
Zijn bijnaam Ale Jet zegt voldoende over zijn sprintcapaciteiten. Andere bijnamen zijn de Speer van La Spezia, de gentleman-sprinter, Peta en de rappe uit La Spezia.

## Wielercarrière

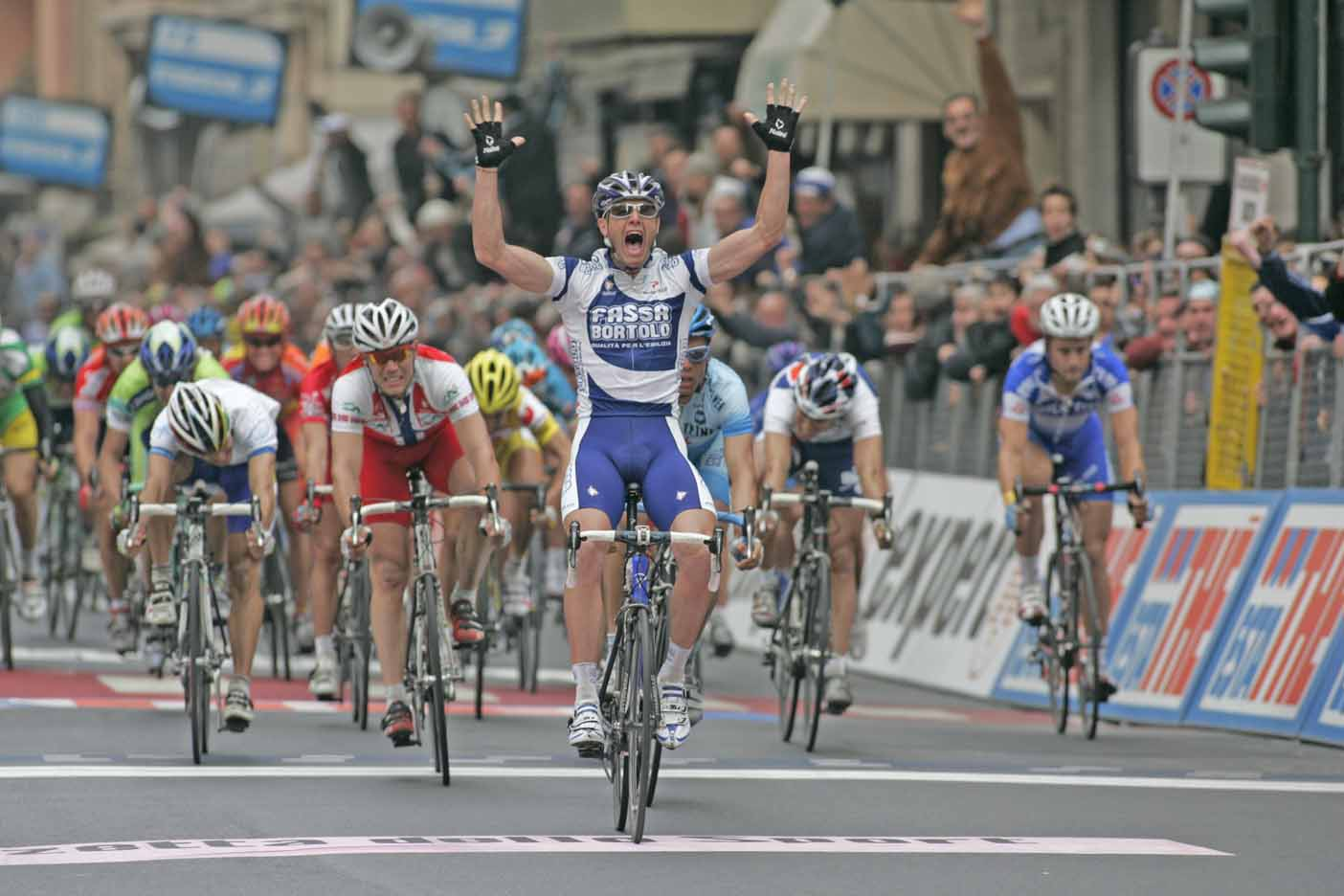
2005: Petacchi wint Milaan-San Remo

Na van 1996 tot en met 1999 voor Scrigno en diens opvolger Navigare-Gaerne te hebben gereden, kwam Petacchi in 2000 bij Fassa Bortolo terecht.
In 2003 behaalde hij misschien wel zijn meest tot de verbeelding sprekende resultaat: in de drie grote rondes (die van Italië, Frankrijk en Spanje) boekte hij in totaal 15 etappeoverwinningen. Hij was daarmee de derde persoon (na Miguel Poblet in 1956 en Pierino Baffi in 1958) die in alle drie de grote rondes in eenzelfde jaar een etappe-overwinning boekte. In 2004 behaalde hij negen overwinningen in de Ronde van Italië, een nooit vertoond resultaat sinds de Tweede Wereldoorlog. In 2005 won hij voor het eerst in zijn carrière een klassieker: Milaan-San Remo.
In 2006 stapte hij over naar Team Milram. Met deze ploeg greep hij in het voorjaar van 2006 net naast de winst in een paar grote klassiekers: hij werd tweede in Milaan-San Remo en derde in Gent-Wevelgem. In de derde etappe van de Ronde van Italië kwam hij op 8 mei 2006 ten val; hij reed de etappe wel uit, maar bleek een gebroken knieschijf aan zijn val te hebben overgehouden en moest het peloton voor geruime tijd vaarwel zeggen.
In 2007 leek hij nog steeds niet helemaal terug te zijn op zijn oude niveau. In de Giro behaalde hij vijf ritzeges.
In juni 2007 werd bekend dat Petacchi in diezelfde Ronde van Italië positief had getest op het middel salbutamol. Petacchi mocht vanwege een astma-attest een bepaalde hoeveelheid salbutamol gebruiken. Er werd echter meer aangetroffen dan toegestaan, nl. 1352 nanogram per milliliter urine daar waar de toegestane hoeveelheid 1000 is. Het Italiaans Olympisch Comité eiste een schorsing van een jaar, maar de nationale wielerbond sprak hem op 24 juli vrij. De affaire kostte Petacchi wel zijn plaats in de Ronde van Frankrijk 2007, want hij werd door zijn ploeg Milram in afwachting van de uitspraak geschorst. Het Italiaans Olympisch Comité liet het daar echter niet bij en schakelde het internationale sporttribunaal CAS-TAS in. Dat besliste op 6 mei 2008 dat Petacchi toch voor één jaar geschorst moest worden, vanaf 1 november 2007. De twee maanden die hij daarvóór al op non-actief had doorgebracht werden echter afgetrokken, zodat de schorsing slechts liep tot 31 augustus 2008. Alle uitslagen die Petacchi na 31 oktober 2007 al had behaald, werden hem ontnomen, alsook zijn vijf ritzeges in de Giro van 2007.
Op vrijdag 16 mei besloot Team Milram, in overleg met Petacchi, om hun overeenkomst te verbreken met onmiddellijke ingang. Als reden gaf het teammanagement op dat de renner de interne code van de ploeg die onder meer stelt dat geen enkele overtreding van de UCI-reglementering inzake doping wordt getolereerd, niet had gerespecteerd, zelfs al oordeelde het TAS expliciet dat het niet de bedoeling van Petacchi was geweest om het middel als doping te gebruiken en dat de aangetroffen hoeveelheid niet als prestatiebevorderend kan beschouwd worden. De Speer van La Spezia vond dan ook al snel weer een ploeg. Hij maakte vanaf 1 september 2008 zijn rentree voor het Italiaanse ProContinentale Team LPR.
Vanaf het seizoen 2010 kwam Petacchi uit voor Lampre. Hij reed voor het eerst sinds jaren weer eens de Ronde van Frankrijk en deed dat met succes: hij behaalde twee etappezeges en won het puntenklassement. Op 23 april 2013 maakte hij bekend zijn loopbaan per direct te beëindigen. Op 13 juli 2013 werd in de Belgische tour-talkshow Vive le vélo bekendgemaakt dat hij de volgende veertien maanden voor het Belgische Omega Pharma — Quick-Step ging rijden.
Vanaf 2015 kwam Petacchi uit voor Southeast. Op 13 juni 2015 beëindigde Petacchi zijn wielercarrière.
Petacchi werd in 2019 gestraft voor het overtreden van de anti-dopingregels in de seizoenen 2012 en 2013. Uit informatie van de Oostenrijkse autoriteiten (Operatie Aderlass) bleek dat de inmiddels gestopte topsprinter verboden middelen gebruikte.

## Palmares

### Belangrijkste overwinningen

#### Ronde van Spanje
20 etappe-overwinningen:
- 2000 - 2 zeges
  - 8e etappe: Vinaros - Port Aventura
  - 12e etappe: Zaragoza - Zaragoza
- 2002 - 1 zege
  - 12e etappe: Segovia - Burgos
- 2003 - 5 zeges
  - 3e etappe: Cangas de Onis - Santander
  - 5e etappe: Soria - Zaragoza
  - 12e etappe: Cuenca - Albacete
  - 14e etappe: Albacete - Valdepeñas
  - 21e etappe: Madrid - Madrid
- 2004 - 4 zeges
  - 2e etappe: León - Burgos
  - 4e etappe: Soria - Zaragoza
  - 7e etappe: Castellón - Valencia
  - 13e etappe: El Ejido - Málaga
- 2005 - 5 zeges
  - 3e etappe: Córdoba - Puertollano
  - 4e etappe: Ciudad Real - Argamasilla de Alba
  - 8e etappe: Tarragona - Lloret de Mar
  - 12e etappe: Logroño - Burgos
  - 21e etappe: Madrid - Madrid
  -  Puntenklassement (169 punten)
- 2007 - 2 zeges
  - 11e etappe: Oropesa del Mar - Algemesí
  - 12e etappe: Algemesí - Hellín
- 2010 - 1 zege
  - 7e etappe: Murcia - Orihuela

#### Ronde van Italië
22 etappe-overwinningen:
- 2003 - 6 zeges
  - 1e etappe: Lecce - Lecce
  - 5e etappe: Messina - Catania
  - 6e etappe: Maddaloni - Avezzano
  - 13e etappe: Pordenone - Marostica
  - 16e etappe: Arco - Pavia
  - 17e etappe: Salice Terme - Asti
- 2004 - 9 zeges
  - 1e etappe: Genua - Alba
  - 4e etappe: Porretta Terme - Civitella in Val di Chiana
  - 6e etappe: Spoleto - Valmontone
  - 8e etappe: Giffoni Valle Piana - Policoro
  - 10e etappe: Porto Sant'Elpido - Ascoli Piceno
  - 12e etappe: Cesena - Treviso
  - 14e etappe: Triëst - Pola
  - 15e etappe: Poreč - San Vendemiano
  - 20e etappe: Clusone - Milan
  -  Puntenklassement (250 punten)
- 2005 - 4 zeges
  - 9e etappe: Florence - Ravenna
  - 12e etappe: Alleghe - Rovereto
  - 15e etappe: Villa di Tirano - Lissone
  - 20e etappe: Albese con Cassano - Milan
- 2007 - 5 zeges
  - 3e etappe: Nuraghe di Barumini - Cagliari (°)
  - 7e etappe: Spoleto - Scarperia del Mugello (°)
  - 11e etappe: Serravalle Scrivia - Pinerolo (°)
  - 18e etappe: Udine - Riese Pio X (°)
  - 21e etappe: Vestone - Milan (°)
  -  Puntenklassement (185 punten) (°)
- 2009 - 2 zeges
  - 2e etappe: Jesolo - Trieste
  - 3e etappe: Grado - Valdobbiadene
- 2011 - 1 zege
  - 2e etappe Alba - Parma

#### Ronde van Frankrijk
6 etappe-overwinningen:
- 2003 - 4 zeges
  - 1e etappe: Saint-Denis - Montgeron-Meaux
  - 3e etappe: Charleville-Mézières - Saint-Dizier
  - 5e etappe: Troyes - Nevers
  - 6e etappe: Nevers - Lyon
- 2010 - 2 zeges
  - 1e etappe: Rotterdam - Brussel
  - 4e etappe: Cambrai - Reims
  -  Puntenklassement (243 punten) voor Mark Cavendish en Thor Hushovd

#### Wereldbekers
2 overwinningen:
- 2005 - 1 zege
  - Milaan-San Remo
- 2007 - 1 zege
  - Parijs-Tours

### Overige overwinningen
1994 - 1 zege
- Gran Premio Calzifici e Calzaturifici Stabbiesi

1995 - 2 zeges
- Gran Premio Comune di Cerreto Guidi
- Trofeo Pigoni e Miele

1998 - 1 zege
- 6e etappe Ronde van Langkawi

2000 - 8 zeges
- 1e etappe deel A Route du Sud
- 2e etappe Route du Sud
- 1e etappe Giro della Provincia di Lucca
- 2e etappe Giro della Provincia di Lucca
- Eindklassement Giro della Provincia di Lucca
- 3e etappe Regio-Tour
- 3e etappe Ronde van Luxemburg
- 5e etappe Ronde van Luxemburg

2001 - 5 zeges
- 4e etappe Euskal Bizikleta
- 4e etappe Internationale Wielerweek
- 2e etappe Wielerweek van Lombardije
- 5e etappe Wielerweek van Lombardije
- 4e etappe Ronde van Polen

2002 - 11 zeges
- 1e etappe Vuelta a la Comunitat Valenciana
- 2e etappe Vuelta a la Comunitat Valenciana
- 3e etappe Vuelta a la Comunitat Valenciana
- 5e etappe Ronde van de Middellandse Zee
- 1e etappe Parijs-Nice
- 5e etappe Parijs-Nice
- 1e etappe Internationale Wielerweek
- 2e etappe Internationale Wielerweek
- 3e etappe Internationale Wielerweek
- 3e etappe Regio-Tour
- 3e etappe Ronde van Nederland

2003 - 13 zeges
- Trofeo Luis Puig
- 1e etappe Parijs-Nice
- 2e etappe Ronde van Aragón
- 4e etappe Ronde van Aragón
- 5e etappe Ronde van Aragón
- 1e etappe Ronde van Nederland
- 2e etappe Ronde van Nederland
- Ronde van Pijnacker
- Dwars door Gendringen
- Criterium van Oostvoorne
- Memorial Denis Zanette
- Criterium van Aalst
- Criterium van Steenwijk

2004 - 9 zeges
- 1e etappe Giro della Provincia di Lucca
- 2e etappe Giro della Provincia di Lucca
- 1e etappe Tirreno-Adriatico
- 2e etappe Tirreno-Adriatico
- 7e etappe Tirreno-Adriatico
- 2e etappe Ronde van Aragón
- 5e etappe Ronde van Aragón
- 3e etappe Ronde van Nederland
- Gran Premio Guffanti

2005 - 17 zeges
- GP Costa degli Etruschi
- 4e etappe Ruta del Sol
- 5e etappe Ruta del Sol
- Trofeo Luis Puig
- 1e etappe Vuelta a la Comunitat Valenciana
- 2e etappe Vuelta a la Comunitat Valenciana
- 5e etappe Vuelta a la Comunitat Valenciana
- Eindklassement Vuelta a la Comunitat Valenciana
- 1e etappe Tirreno-Adriatico
- 6e etappe Tirreno-Adriatico
- 7e etappe Tirreno-Adriatico
- 1e etappe Ronde van Aragón
- 3e etappe Ronde van Aragón
- 1e etappe Ronde van Romandië
- 2e etappe Ronde van Romandië
- Criterium del Levante-Chiavari
- Criterium dei Campioni

2006 - 13 zeges
- GP Costa degli Etruschi
- 3e etappe Ruta del Sol
- 4e etappe Ruta del Sol
- Sprintklassement Ruta del Sol
- 2e etappe Vuelta a la Comunidad Valenciana
- 3e etappe Vuelta a la Comunidad Valenciana
- Giro della Provincia di Lucca
- 7e etappe Tirreno-Adriatico
- 1e etappe Ronde van Nedersaksen
- 2e etappe Ronde van Nedersaksen
- 3e etappe Ronde van Nedersaksen
- 4e etappe Ronde van Nedersaksen
- 5e etappe Ronde van Nedersaksen
- Eindklassement Ronde van Nedersaksen

2007 - 11 zeges
- GP Costa degli Etruschi
- 3e etappe Ronde van de Algarve
- 4e etappe Ronde van de Algarve
- 5e etappe Ronde van de Algarve
- Eindklassement Ronde van de Algarve
- 2e etappe Ronde van Valencia
- 1e etappe Ronde van Nedersaksen
- 2e etappe Ronde van Nedersaksen
- 4e etappe Ronde van Nedersaksen
- Eindklassement Ronde van Nedersaksen
- 1e etappe Regio Tour

2008 - 5 zeges
- GP Costa degli Etruschi (°)
- 3e etappe Ruta del Sol (°)
- 4e etappe Ruta del Sol (°)
- 5e etappe Ruta del Sol (°)
- 5e etappe Ronde van Valencia (°)
- 4e etappe Tirreno-Adriatico (°)
- 1e etappe Ronde van Turkije (°)
- 6e etappe Ronde van Turkije (°)
- 1e etappe Ronde van Groot-Brittannië
- 6e etappe Ronde van Groot-Brittannië
- 8e etappe Ronde van Groot-Brittannië
- Memorial Viviana Manservisi
- GP Beghelli

(°) door de schorsing met terugwerkende kracht zijn deze overwinningen niet geldig
2009 - 9 zeges
- GP Costa degli Etruschi
- 5e etappe Ronde van Sardinië
- 2e etappe Tirreno-Adriatico
- 1e etappe Wielerweek van Lombardije (ploegentijdrit)
- 2e etappe Wielerweek van Lombardije
- 4e etappe Wielerweek van Lombardije
- Scheldeprijs
- Ronde van Toscane
- 1e etappe Delta Tour Zeeland

2010 - 8 zeges
- 2e etappe Ronde van Reggio Calabria
- 4e etappe Ronde van Reggio Calabria
- GP Costa degli Etruschi
- 3e etappe Ronde van Sardinië
- 4e etappe Ronde van Zwitserland
- Criterium van Wolvertem
- Bitburger City-Nacht-Rhede
- GP Stadt Bad Homburg

2011 - 4 zeges
- 2e etappe Ronde van Catalonië
- 4e etappe Ronde van Turkije
- Gran Premio Fontaneto-Coppa Guffanti
- Dernycriterium van Bochum

2012 - 4 zeges
- 1e etappe Ronde van Beieren
- 3e etappe Ronde van Beieren
- 5e etappe Ronde van Beieren
- Criterium van Sint-Niklaas

2014 - 2 zeges
- 1e etappe Tirreno-Adriatico (ploegentijdrit)
- GP Pino Cerami

Totaal: 173 zeges

## Resultaten in voornaamste wedstrijden
| Jaar | Ronde van Italië | Ronde van Frankrijk | Ronde van Spanje |
| ---- | ---------------- | ------------------- | ---------------- |
| 1996 |                  |                     | 101e             |
| 1997 |                  |                     | buiten tijd      |
| 1998 | buiten tijd      |                     |                  |
| 1999 | 70e              |                     |                  |
| 2000 | 92e              |                     | 77e (2)          |
| 2001 |                  | 97e                 |                  |
| 2002 | 94e              |                     | 94e (1)          |
| 2003 | buiten tijd (6)  | opgave (4)          | 120e (5)         |
| 2004 | 97e (9)          | buiten tijd         | opgave (4)       |
| 2005 | 100e (4)         |                     | 88e (5)          |
| 2006 | opgave           |                     | opgave           |
| 2007 | 104e (5) *       |                     | 127e (2)         |
| 2008 |                  |                     |                  |
| 2009 | 121e (2)         |                     |                  |
| 2010 | opgave           | 150e (2)            | opgave (1)       |
| 2011 | opgave (1)       | 107e                | 100e             |
| 2012 |                  | buiten tijd         |                  |
| 2013 |                  |                     |                  |
| 2014 | opgave           | 148e                |                  |
| 2015 | opgave           |                     |                  |

| Jaar | Milaan-San Remo | Gent-Wevelgem | Ronde van Vlaanderen | Parijs-Roubaix | Parijs-Tours | Eschborn-Frankfurt |  | WK op de weg |  | Wereldranglijsten |
| ---- | --------------- | ------------- | -------------------- | -------------- | ------------ | ------------------ |  | ------------ |  | ----------------- |
| 1996 |                 |               |                      |                |              |                    |  |              |  |                   |
| 1997 |                 |               |                      |                | 21e          |                    |  |              |  |                   |
| 1998 | 168e            | 129e          |                      | opgave         |              |                    |  |              |  |                   |
| 1999 | 109e            |               |                      |                |              |                    |  |              |  |                   |
| 2000 | 25e             |               |                      | opgave         | 10e          |                    |  | opgave       |  |                   |
| 2001 |                 | 14e           |                      | opgave         | 7e           |                    |  |              |  |                   |
| 2002 | 17e             |               |                      |                | 84e          | 5e                 |  | 28e          |  |                   |
| 2003 | opgave          |               |                      |                | ↑            |                    |  |              |  |                   |
| 2004 | 4e              |               |                      |                |              |                    |  |              |  |                   |
| 2005 | ↑               |               |                      |                |              |                    |  | 35e          |  | 11e (UPT)         |
| 2006 | ↑               | ↑             |                      |                |              |                    |  |              |  | 35e (UPT)         |
| 2007 | 8e              |               |                      |                | ↑            | 17e                |  |              |  | 13e (UPT)         |
| 2008 | 18e             |               |                      |                |              |                    |  |              |  |                   |
| 2009 | 5e              |               |                      |                |              |                    |  |              |  | 48e (UWK)         |
| 2010 | ↑               |               |                      |                |              |                    |  |              |  | 24e (UWK)         |
| 2011 | 12e             |               |                      |                | 27e          |                    |  |              |  | 58e (UWT)         |
| 2012 | opgave          |               |                      |                |              |                    |  |              |  | 121e (UWT)        |
| 2013 | 65e             | opgave        | opgave               | opgave         |              |                    |  |              |  |                   |
| 2014 | opgave          |               |                      |                |              |                    |  |              |  |                   |
| 2015 |                 | opgave        |                      |                |              |                    |  |              |  |                   |

## Ploegen
- 1996- Scrigno-Blue Storm
- 1997- Scrigno-Gaerne
- 1998- Scrigno-Gaerne
- 1999- Navigare-Gaerne
- 2000- Fassa Bortolo
- 2001- Fassa Bortolo
- 2002- Fassa Bortolo
- 2003- Fassa Bortolo
- 2004- Fassa Bortolo
- 2005- Fassa Bortolo
- 2006- Team Milram
- 2007- Team Milram
- 2008- Team Milram (tot 16/05)
- 2008- LPR Brakes (vanaf 07/09)
- 2009- LPR Brakes
- 2010- Lampre-Farnese Vini
- 2011- Lampre-ISD
- 2012- Lampre-ISD
- 2013- Lampre (tot 23/04)
- 2013- Omega Pharma-Quick-Step (vanaf 01/08)
- 2014- Omega Pharma-Quick-Step
- 2015- Southeast (tot 13/06)

Wielerploegen van Alessandro Petacchi
Baldato · Balducci · Belli · Ferrigato · Fincato · Frigo · Giordani · Hoestov · Konysjev · Loda · Mazzanti · Peron · Petacchi · Petito · Rumšas · Tiralongo · Tosatto · Valjavec
Baldato · Basso · Belli · Casagrande · Fincato · Frigo · Giordani · Hoestov · Ivanov · Kirchen · Konysjev · Loda · Mazzanti · Peron · Petacchi · Petito · Pozzi · Rumšas · Tiralongo · Tosatto · Valjavec · Albasini (stagiair) · Moletta (stagiair) · Pietropolli (stagiair)
Baldato · Bartoli · Basso · Belli · Filippo Casagrande · Francesco Casagrande · Hoestov · Hontsjar · Ivanov · Kirchen · Konysjev · Loda · Montgomery · Nocentini · Petacchi · Petito · Pozzi · Štangelj · Tiralongo · Tosatto · Valjavec · Velo · Zanette · Zanotti · Facci (stagiair) 
Bartoli · Basso · Bruseghin · Cancellara · Chicchi · Cioni · de los Ángeles · Facci · Frigo · González · Hoestov · Ivanov · Kirchen · Larsson · Loda · Montgomery · Petacchi · Petito · Pozzato · Štangelj · Tosatto · Trenti · Valjavec · Velo · Zanette (tot 10/01) · Zanotti · Sánchez (stagiair)
Bruseghin · Cancellara · Chicchi · Cioni · Codol · Danielson · De Angeli · de los Ángeles · Facci · Flecha · Frigo · González · Hoestov · Kirchen · Larsson · Ongarato · Petacchi · Petito · Pozzato · Sacchi · Sánchez · Tosatto · Trenti · Vandenbroucke (tot 15/09) · Velo
Aug · Baldato · Bernucci · Bossoni · Bruseghin · Cancellara · Chicchi · Codol · Corioni · Facci · Flecha · Frigo · Giunti · Hauptman · Hoestov · Kirchen · Larsson · Nibali · Ongarato · Petacchi · Petito · Sacchi · Sánchez · Siwtsow · Tosatto · Velo
Becke ·
Cadamuro ·
Celestino ·
Cortinovis ·
den Bakker · 
Djoedja ·  
Ghisalberti ·
Gobbi · 
Grabsch ·
Haueisen ·
Hryvko · 
Iglinski ·
Jurčo · 
Knees ·
Lorenzetto · 
Müller ·
Musiol ·
Ongarato ·   
Petacchi ·
Poitschke ·
Rigotto ·
Sabatini ·
Sacchi ·   
Schröder ·
Scognamiglio ·
Siedler ·
Vanotti ·
Velo ·
Visconti ·
Zabel
Astarloa ·
Celestino ·
Cortinovis ·
Djoedja ·  
Ghisalberti ·
Grabsch ·
Haueisen ·
Hryvko · 
Jurčo · 
Knees ·
Lancaster ·
Lorenzetto · 
Müller ·
Ongarato ·   
Petacchi ·
Poitschke ·
Rigotto ·
Sabatini ·
Sacchi ·   
Schröder ·
Schwager ·
Scognamiglio ·
Sieberg ·
Siedler ·
Terpstra ·
Velo ·
Zabel ·
Barla (stagiair) ·
Orlandi (stagiair) ·
Salvi (stagiair)
Astarloa (tot 31/05) ·
Barla ·
Djoedja ·  
Eichler ·
Gajek ·
Ghisalberti ·
Grabsch ·
Haueisen ·
Hryvko · 
Jurčo · 
Knees ·
Kux ·
Lancaster ·
Müller ·
Ongarato ·   
Petacchi (tot 30/04) ·
Poitschke ·
Rigotto ·
Roels ·
Sabatini ·
Schröder ·
Schwager ·
Terpstra ·
M. Velits ·
P. Velits ·
Velo ·
Zabel ·
Geschke (stagiair) ·
Hassink (stagiair) ·
Schluter (stagiair)
Bailetti ·
Bosisio ·
Celli ·  
Chiarini ·
Cucinotta ·
Di Luca ·
Ermeti ·
Ferrara ·
Ferrari ·
Golčer · 
Laganà ·
Marinangeli ·
Maserati ·
Montaguti · 
Petacchi · 
Pidhorny ·
Pietropolli ·
Proch ·
Salerno ·
Savoldelli ·   
Spezialetti ·
Negri (stagiair)
Bernucci ·
Bosisio ·
Caruso ·  
Cattaneo ·
Chiarini ·
Cucinotta ·
Di Luca (tot 15/08) ·
Ermeti ·
Ferrari ·
Golčer · 
Laganà ·
Marinangeli ·
Montaguti · 
Negri ·
Ongarato ·
Petacchi · 
Pietropolli ·
Salerno ·   
Spezialetti
Balloni ·
Bernucci ·
Boets · 
Bole ·
Bono ·     
Cunego ·
Da Dalto · 
Furlan ·
Gavazzi ·
Grendene · 
Hondo ·
Kasjetsjkin ·
Loosli ·
Lorenzetto ·
Magazzini ·
Malori ·
Marzano ·
Mori ·
Petacchi ·
Pietropolli ·
Ponzi ·
Righi ·
Sapa ·
Simoni (tot 31/05) ·
Spezialetti ·
Špilak ·
Ulissi ·
Pasqualon (stagiair) ·
Rabottini (stagiair) ·
Rocchetti (stagiair)
Balloni ·
Bertagnolli ·
Boets · 
Bole ·
Bono ·     
Cunego ·
Gavazzi ·
Hondo ·
Kasjetsjkin (tot 31/07) ·
Kondroet ·
Kostjoek ·
Kryvtsov ·
Kvatsjoek ·
Loosli ·
Magazzini ·
Malori ·
Marzano ·
Mori ·
Niemiec ·
Pérez ·
Petacchi ·
Pietropolli ·
Righi ·
Scarponi ·
Spezialetti ·
Špilak ·
Szeghalmi ·
Ulissi ·
Graziato (stagiair) ·
Tedeschi (stagiair) ·
Tiozzo (stagiair)
Anacona ·
Bertagnolli ·
Boets · 
Bole ·
Bono ·  
Cimolai ·   
Cunego ·
Graziato ·
Hondo ·
Kostjoek ·
D. Kryvtsov ·
J. Krivtsov ·
Kvatsjoek ·
Lloyd ·
Malori ·
Marzano ·
Mori ·
Niemiec ·
Petacchi ·
Pietropolli ·
Possoni ·
Righi ·
Scarponi ·
Sjejdyk ·
Spezialetti ·
Stortoni ·
Ulissi ·
Viganò ·
Cattaneo (stagiair) ·
Viola (stagiair) ·
Wackermann (stagiair)
Anacona ·
Bono ·  
Cattaneo ·
Cimolai ·   
Cunego ·
Dodi ·
Đurasek ·
Favilli ·
Ferrari ·
Graziato ·
Lloyd ·
Malori ·
Mori ·
Niemiec ·
Palini ·
Petacchi (tot 23/04) ·
Pietropolli ·
Polanc ·
Pozzato ·
Richeze ·
Scarponi ·
Serpa ·
Stortoni ·
Ubeto ·
Ulissi ·
Viganò ·
Wackermann ·
Bonifazio (stagiair) ·
Cambianica (stagiair) ·
Conti (stagiair)
Alaphilippe · Bakelants · Boonen · Brambilla · Cavendish · De Gendt · De Weert · Fenn · Gołaś · Keisse · Kwiatkowski  · Maes · Martin   · Meersman · Pauwels · Petacchi · Poels · Renshaw · Serry · Steegmans · Štybar · Terpstra · Trentin · Urán · Vakoč · Vandenbergh · Van Keirsbulck · M. Velits · Vermote · Verona
Andriato · Belletti · Bertazzo · Busato · Carretero · Cecchinel · Conti · Dal Col · Favilli · Fedi · Finetto · Fonzi · Gavazzi · Gil · Mareczko · Monsalve · Petacchi · Ponzi · Tedeschi · Wackermann · Zhupa · Amezqueta (stagiair) · Rodríguez (stagiair)